# 쇠제비갈매기

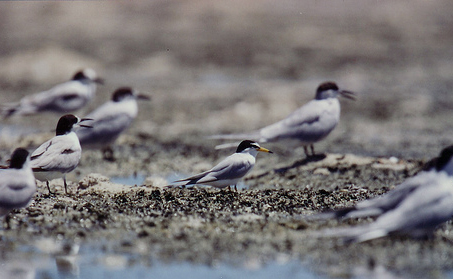

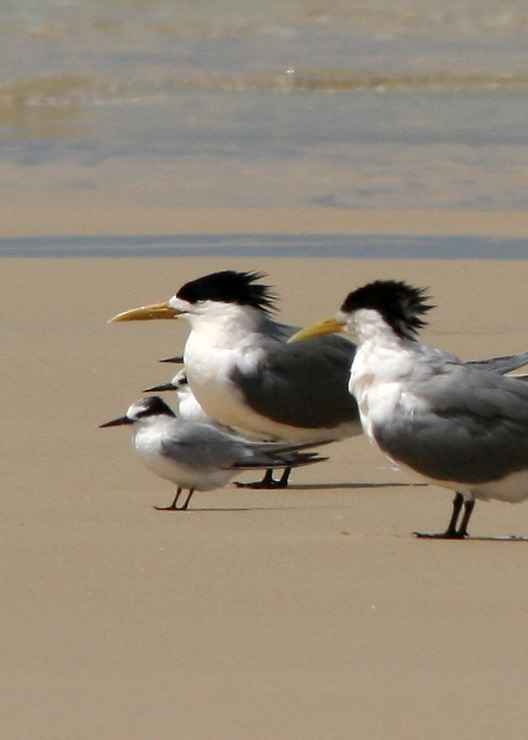

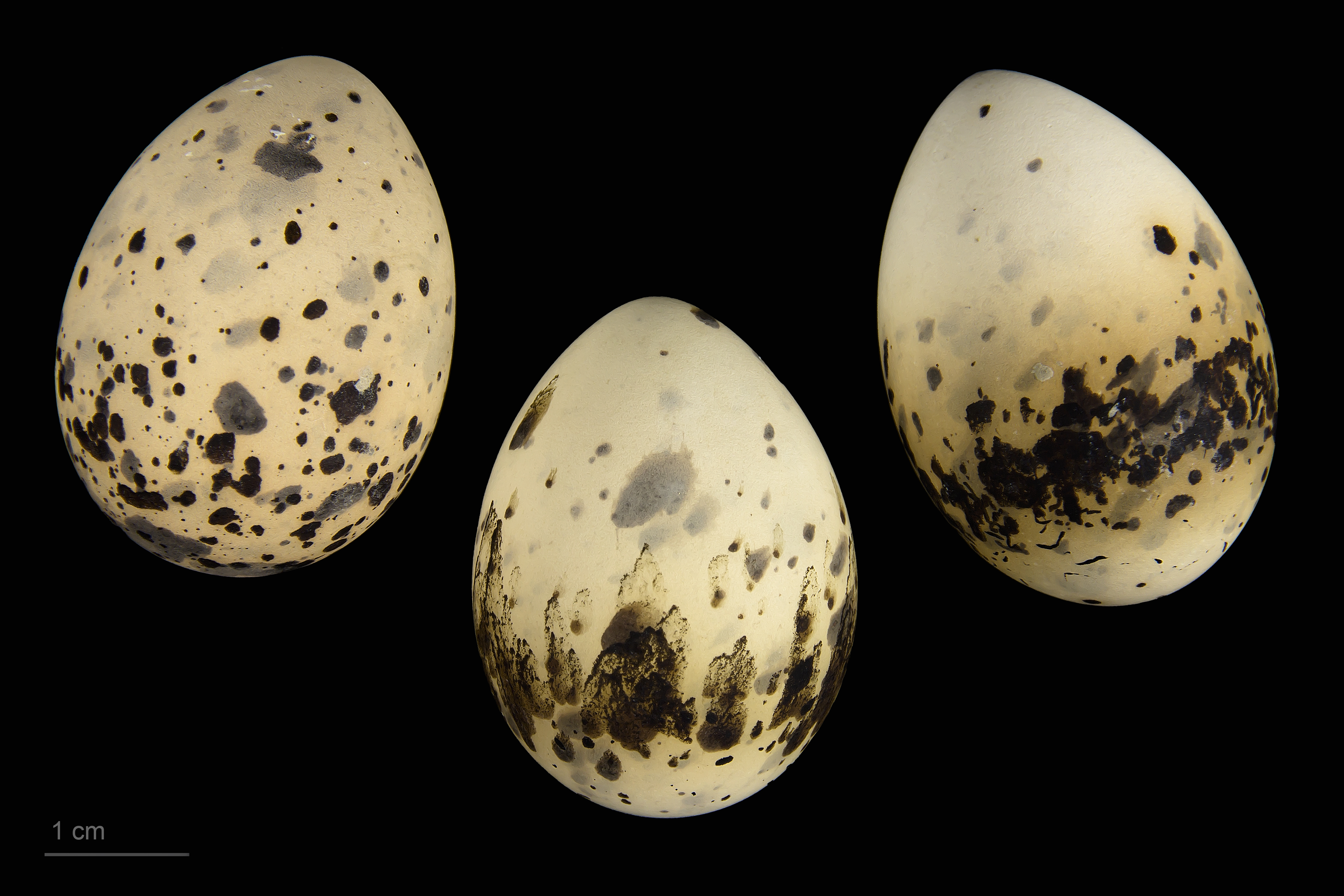
Sternula albifrons albifrons

쇠제비갈매기는 도요목 갈매기과의 조류이다. 몸의 길이는 약 28cm이다. 작기 때문에 쉽게 알아볼 수 있다. 몸의 윗면은 회색이고 아랫면은 흰색이다. 부리는 노란색이고 끝이 검다. 다리는 노란색이며 발톱은 검은색이다. 흰 이마와 검은색 정수리가 대조를 이룬다. 꽁지는 짧은 제비꼬리 모양이다.